# Acraea orinata
Acraea orinata är en fjärilsart som beskrevs av Charles Oberthür 1893. Acraea orinata ingår i släktet Acraea och familjen praktfjärilar. Inga underarter finns listade i Catalogue of Life.